# Vedano Olona
Vedano Olona est une commune italienne de la province de Varèse dans la région Lombardie en Italie.

## Toponyme
Provient du nom dialectal de plante avedo: sapin, avec l'ajout du suffixe -ano et la suppression de la syllabe initiale. 
La spécification se réfère à la proximité de la rivière Olona.

## Administration
| Période                                  | Période  | Identité        | Étiquette | Qualité |
| ---------------------------------------- | -------- | --------------- | --------- | ------- |
| 8/6/2009                                 | En cours | Enrico Baroffio | Lega Nord |         |
| Les données manquantes sont à compléter. |          |                 |           |         |

### Hameaux
C.na Celidonia, C.na Ronco, Case Popolari, Fondo Campagna, Pianasca, Lazzaretto, M.o Fontanelle